# آیتن مصطفی‌زاده
آیتن مصطفی‌زاده (انگلیسی: Aytan Mustafayeva؛ زادهٔ ۲۳ ژوئن ۱۹۶۸) سیاست‌مدار اهل جمهوری آذربایجان است.